# 前14世纪
| 千纪： | 前3千纪 \| 前2千纪 \| 前1千纪 |
| 世纪： | 前17世纪 \| 前16世纪 \| 前15世纪 \| 前14世纪 \| 前13世纪 \| 前12世纪 \| 前11世纪                                                         |
| 年代： | 前1390年代 \| 前1380年代 \| 前1370年代 \| 前1360年代 \| 前1350年代 \| 前1340年代 \| 前1330年代 \| 前1320年代 \| 前1310年代 \| 前1300年代 |

前1400年至前1301年的这一段期间被称为前14世纪。

## 重要事件、发展与成就
- 科学技术
  - 赫梯人首先大规模生产冶炼铁器
- 战争与政治

- 公元前14世纪的天灾人祸

- 文化娱乐
- 社會與經濟
  - 腓尼基人定居於地中海濱，建立了許多城邦。

- 疾病与医学

- 环境与自然资源

- 宗教與哲學